# Kaktusi
Kaktusovke (kaktusi; lat. Cactaceae) su sukulentne biljke koje pripadaju porodici Cactaceae, a potječu iz Amerike (Sjeverne, Srednje i Južne sa susjednim otocima). To su uglavnom bodljikave trajnice koje se odlično suprotstavljaju suši zahvaljujući sočnom i mesnatom sastavnom tkivu. Naziv sukulent odnosi se na svaku biljku sočnog tkiva stabljike i lišća, a često i korijena, koje zadržava vlagu i omogućuje biljci normalan razvoj u razdobljima sušnog vremena.
Riječ "kaktus" dolazi, preko latinskog, od starogrčkog "κάκτος" (kaktos), a pojavljuje se prvi put u djelima Aristotelovog učenika Teofrasta u Ateni.

## Opis
Kaktusi su porodica cvjetnica (red Caryophyllales) s gotovo 2000 vrsta i 139 rodova. Oni su autohtoni kroz veći dio Sjeverne i Južne Amerike, od Britanske Kolumbije i Alberte prema jugu; najjužnija granica njihova područja proteže se daleko u Čile i Argentinu. Meksiko ima najveći broj i raznolikost vrsta. Jedini kaktusi koji vjerojatno potječu iz Starog svijeta su pripadnici roda Rhipsalis, koji se pojavljuju u istočnoj Africi, Madagaskaru i Šri Lanki. Iako nekoliko vrsta kaktusa obitava u tropskim ili suptropskim područjima, većina živi u suhim područjima i dobro im je prilagođena.

### Fizičke karakteristike
Kaktusi su sukulentne višegodišnje biljke. Općenito imaju debele zeljaste ili drvenaste stabljike koje sadrže klorofil. Kaktusi se mogu razlikovati od ostalih sukulentnih biljaka po prisutnosti areola, malih jastučastih struktura s trihomima (biljnim dlakama) i, kod gotovo svih vrsta, bodljama ili bodljikavim čekinjama (glohide). Areole su modificirane grane iz kojih mogu rasti cvjetovi, više grana i lišće (ako ih ima).
Kod većine vrsta listovi su odsutni, uvelike smanjeni ili modificirani kao bodlje, smanjujući količinu površine s koje se može izgubiti voda, a stabljika je preuzela fotosintetske funkcije biljke. Samo tropski rodovi Pereskia i Pereskopsis, obje loze, imaju funkcionalne listove konvencionalnog izgleda, dok su listovi andske maihuenije zaobljeni, a ne spljošteni. Sustav korijena općenito je tanak, vlaknast i plitak, širokog raspona kako bi apsorbirao površinsku vlagu.
Kaktusi se jako razlikuju po veličini i općem izgledu, od pejotla poput gumba (Lophophora) i niskih grozdova opuncije (Opuntia) i “ježevog kaktusa” (Echinocereus) do uspravnih stupova bačvastih kaktusa (Ferocactus i Echinocactus) i impozantnog saguara (Carnegiea gigantea). Većina kaktusa raste u zemlji, ali nekoliko tropskih vrsta - uključujući lisnate kaktuse (Epiphyllum), Rhipsalis i Schlumbergera - su epifiti, rastu na drugim biljkama; drugi žive na tvrdim podlogama kao što je kamenje, dok se treći penju daleko na drveće. Epifitske vrste obično imaju tanke, gotovo lisnate spljoštene stabljike. Izgled biljke također varira ovisno o tome je li površina stabljike glatka ili ukrašena izbočenim kvrgama, grebenima ili utorima.
Primarni način razmnožavanja je sjemenom. Cvjetovi, često veliki i šareni, obično su pojedinačni. Svi rodovi imaju cvjetnu cijev, često s mnogo latica sličnih struktura, i druge manje šarene i gotovo lisnate strukture; cijev raste iznad jednokomornog jajnika. Iz vrha jajnika nastaje i šiljak na čijem se vrhu nalaze mnoge stigme koje primaju pelud. Plod je obično bobica i sadrži mnogo sjemenki. Ubrzo nakon oprašivanja, na koje mogu utjecati vjetar, ptice, kukci ili šišmiši, cijela cvjetna cijev se odvaja od vrha jajnika ostavljajući istaknuti ožiljak.
Nekoliko kaktusa razvija biljčice na razini tla vegetativno razmnožavaju vrstu. Mnogi drugi mogu se razmnožavati fragmentacijom, pri čemu će se segmenti odvojeni od glavne biljke lako ukorijeniti i formirati klonske jedinke. Tkiva kaktusa su široko kompatibilna tako da se završni dijelovi jedne vrste mogu cijepiti na drugu.
Unutarnja struktura stabljike kaktusa odgovara obrascu širokolisnih angiospermi; prisutan je kambijski sloj stanica koje se dijele, smješten između drvenastih unutarnjih tkiva i onih blizu vanjske strane stabljike. Međutim, najveći dio stabljike sastoji se od skladišnih stanica tankih stijenki koje sadrže sluzave tvari koje sprječavaju gubitak vlage. Stabljika kaktusa glavni je organ za proizvodnju i skladištenje hrane za većinu vrsta.

### Koristi
Kaktusi se naširoko uzgajaju kao ukrasne biljke. Osim toga, razne vrste, posebice opuncije i hole (Opuntia odnosno Cylindopuntia), uzgajaju se kao hrana. U Srednjoj i Južnoj Americi vrste Opuntia, Cereus i druge koriste se kao žive ograde, a drvo iz stupastih kaktusa koristi se kao gorivo u nekim pustinjskim regijama. U vrijeme suše, kaktusima kao što je “mandacaru” (Cereus jamacaru) uklanjaju se bodlje kako bi se koristile kao hrana za stoku. Pejotl, iz Lophophora williamsii, korišten je ceremonijalno od pretkolumbovskih vremena zbog svojih halucinogenih svojstava, a mnoge vrste kaktusa su od lokalne važnosti u tradicionalnoj medicini.

## Podjela
Familia Cactaceae Juss. (1751 spp.)
1. Subfamilia Leuenbergerioideae
  1. Leuenbergeria Lodé (8 spp.)
2. Subfamilia Pereskioideae Engelm.
  1. Pereskia Mill. (10 spp.)
3. Subfamilia Opuntioideae Burnett
  1. Tribus Cylindropuntieae Doweld
    1. Quiabentia Britton & Rose (2 spp.)
    2. Pereskiopsis Britton & Rose (6 spp.)
    3. Micropuntia Daston (1 sp.)
    4. Grusonia F. Rchb. ex Britton & Rose (19 spp.)
    5. Cylindropuntia (Engelm.) F. M. Knuth (35 spp.)

  2. Tribus Tephrocacteae Doweld
    1. Pterocactus K. Schum. (12 spp.)
    2. Maihueniopsis Speg. (17 spp.)
    3. Puna Kiesling (2 spp.)
    4. Tephrocactus Lem. (10 spp.)
    5. Austrocylindropuntia Backeb. (7 spp.)
    6. Cumulopuntia F. Ritter (12 spp.)
    7. Punotia D. R. Hunt (1 sp.)

  3. Tribus Opuntieae DC.
    1. Miqueliopuntia Fric ex F. Ritter (1 sp.)
    2. Airampoa Fric (4 spp.)
    3. Salmonopuntia P. V. Heath (2 spp.)
    4. Consolea Lem. (8 spp.)
    5. Brasiliopuntia (K. Schum.) A. Berger (2 spp.)
    6. Tacinga Britton & Rose (9 spp.)
    7. Opuntia Mill. (125 spp.)
4. Subfamilia Maihuenioideae P. Fearn
  1. Maihuenia (Phil. ex F. A. C. Weber) Schum. (2 spp.)
5. Subfamilia Cactoideae Eaton
  1. Tribus Blossfeldieae Crozier
    1. Blossfeldia Werderm. (1 sp.)

  2. Tribus Cacteae Rchb.
    1. Geohintonia Glass & W. A. Fitz Maur. (1 sp.)
    2. Aztekium Boed. (1 sp.)
    3. xAztekonia Mottram (1 sp.)
    4. Echinocactus Link & Otto (5 spp.)
    5. Astrophytum Lem. (6 spp.)
    6. Sclerocactus Britton & Rose (23 spp.)
    7. Kroenleinia Lodé (1 sp.)
    8. Bisnaga Orcutt (4 spp.)
    9. Parrycactus Doweld (5 spp.)
    10. Leuchtenbergia Hook. (1 sp.)
    11. Ferocactus Britton & Rose (20 spp.)
    12. Stenocactus (K. Schum.) A. Berger (9 spp.)
    13. Thelocactus (K. Schum.) Britton & Rose (12 spp.)
    14. Pediocactus Britton & Rose (7 spp.)
    15. Strombocactus Britton & Rose (2 spp.)
    16. Ariocarpus Scheidw. (7 spp.)
    17. Kadenicarpus Doweld (3 spp.)
    18. Turbinicarpus (Backeb.) Buxb. & Backeb. (14 spp.)
    19. Epithelantha (F. A. C. Weber) Britton & Rose (10 spp.)
    20. Obregonia Fric (1 sp.)
    21. Lophophora J. M. Coult. (3 spp.)
    22. Rapicactus Buxb. & Oehme (4 spp.)
    23. Acharagma (N. P. Taylor) A. D. Zimmerman ex C. E. Glass (2 spp.)
    24. Cumarinia (Knuth) Buxb. (1 sp.)
    25. Mammillaria Haw. (140 spp.)
    26. Cochemiea (K. Brandegee) Walton (40 spp.)
    27. Pelecyphora C. Ehrenb. (20 spp.)
    28. Coryphantha (Engelm.) Lem. (42 spp.)

  3. Tribus Copiapoeae ined.
    1. Copiapoa Britton & Rose (30 spp.)

  4. Tribus Calymmantheae R. S. Wallace
    1. Calymmanthium F. Ritter (1 sp.)
    2. Lymanbensonia Kimnach (5 spp.)

  5. Tribus Fraileeae ined.
    1. Frailea Britton & Rose (17 spp.)

  6. Tribus Rhipsalideae DC.
    1. Rhipsalis Gaertn. (43 spp.)
    2. Lepismium Pfeiff. (6 spp.)
    3. Schlumbergera Lem. (7 spp.)
    4. Hatiora Britton & Rose (5 spp.)

  7. Tribus Notocacteae Buxb.
    1. Rimacactus Mottram (1 sp.)
    2. Yavia R. Kiesling & Piltz (1 sp.)
    3. Neowerdermannia Fric (2 spp.)
    4. Eriosyce Phil. (57 spp.)
    5. Parodia Speg. (69 spp.)

  8. Tribus BCT clade
    1. Subtribus Uebelmanniinae ined.
      1. Uebelmannia Buining (3 spp.)

    2. Subtribus Stetsoniinae ined.
      1. Stetsonia Britton & Rose (1 sp.)

    3. Subtribus Cereinae
      1. Lagenosocereus Doweld (1 sp.)
      2. Xiquexique Lavor, Calvente & Versieux (3 spp.)
      3. Caerulocereus Guiggi (1 sp.)
      4. Estevesia P. J. Braun (1 sp.)
      5. Cereus Mill. (29 spp.)
      6. Praecereus Buxb. (2 spp.)
      7. xPacherocactus G. D. Rowley (1 sp.)
      8. Brasilicereus Backeb. (3 spp.)
      9. Arrojadoa Britton & Rose (8 spp.)
      10. Pierrebraunia Esteves (3 spp.)
      11. Facheiroa Britton & Rose (4 spp.)
      12. Discocactus Pfeiff. (13 spp.)
      13. Melocactus Link & Otto (42 spp.)
      14. Pilosocereus Byles & G. D. Rowley (53 spp.)
      15. Cipocereus F. Ritter (5 spp.)
      16. Micranthocereus Backeb. (10 spp.)
      17. Browningia Britton & Rose (10 spp.)
      18. Rebutia K. Schum. (4 spp.)
      19. Weingartia Werderm. (24 spp.)
      20. Aylostera Speg. (9 spp.)

    4. Subtribus Trichocereinae
      1. Coleocephalocereus Backeb. (8 spp.)
      2. Gymnocalycium Pfeiff. (65 spp.)
      3. Matucana Britton & Rose (21 spp.)
      4. Espostoa Britton & Rose (11 spp.)
      5. Oreocereus (A. Berger) Riccob. (8 spp.)
      6. Mila Britton & Rose (1 sp.)
      7. Haageocereus Backeb. (12 spp.)
      8. Lasiocereus Ritter (2 spp.)
      9. xHaagespostoa G. D. Rowley (3 spp.)
      10. Espostoopsis Buxb. (1 sp.)
      11. Rauhocereus Backeb. (1 sp.)
      12. Leocereus Britton & Rose (1 sp.)
      13. Arthrocereus (A. Berger) A. Berger (5 spp.)
      14. Setiechinopsis (Backeb.) de Haas (1 sp.)
      15. Soehrensia Backeb. (24 spp.)
      16. Lobivia Britton & Rose (28 spp.)
      17. Trichocereus (A. Berger) Riccob. (4 spp.)
      18. Leucostele Backeb. (13 spp.)
      19. Chamaecereus Britton & Rose (5 spp.)
      20. Echinopsis Zucc. (18 spp.)
      21. Reicheocactus Backeb. (1 sp.)
      22. Harrisia Britton (17 spp.)
      23. Denmoza Britton & Rose (1 sp.)
      24. Acanthocalycium Backeb. (5 spp.)
      25. Weberbauerocereus Backeb. (8 spp.)
      26. Samaipaticereus Cárdenas (1 sp.)
      27. Yungasocereus F. Ritter (1 sp.)
      28. Cleistocactus Lem. (13 spp.)
      29. Borzicactus Riccob. (23 spp.)
      30. Cremnocereus M. Lowry, Winberg & Gut. Romero (1 sp.)
      31. Oroya Britton & Rose (2 spp.)

  9. Tribus Basal Cactoideae I
    1. Subtribus Eulychniinae
      1. Eulychnia Phil. (6 spp.)
      2. Austrocactus Britton & Rose (9 spp.)

    2. Subtribus Pfeifferinae Volgin
      1. Pfeiffera Salm-Dyck (6 spp.)

    3. Subtribus Corryocactinae
      1. Corryocactus Britton & Rose (15 spp.)
      2. Jasminocereus Britton & Rose (1 sp.)
      3. Brachycereus Britton & Rose (1 sp.)

  10. Tribus Hylocereeae (Britton & Rose) Buxb.
    1. Acanthocereus (A. Berger) Britton & Rose (15 spp.)
    2. Aporocactus Lem. (2 spp.)
    3. Weberocereus Britton & Rose (8 spp.)
    4. Selenicereus (Berger) Britton & Rose (30 spp.)
    5. Pseudorhipsalis Britton & Rose (6 spp.)
    6. Epiphyllum Haw. (10 spp.)
    7. Disocactus Lindl. (14 spp.)

  11. Tribus Phyllocacteae Salm-Dyck
    1. Armatocereus Backeb. (7 spp.)
    2. Castellanosia Cárdenas (1 sp.)
    3. Leptocereus (A. Berger) Britton & Rose (15 spp.)
    4. Neoraimondia Britton & Rose (2 spp.)
    5. Strophocactus Britton & Rose (4 spp.)
    6. Deamia Britton & Rose (3 spp.)

  12. Tribus Pachycereeae Buxb.
    1. Subtribus Echinocereinae
      1. Echinocereus Engelm. (68 spp.)
      2. Stenocereus (A. Berger) Riccob. (24 spp.)
      3. Myrtillocactus Console (7 spp.)

    2. Subtribus Pachycereinae Buxb.
      1. Peniocereus (A. Berger) Britton & Rose (9 spp.)
      2. Pachycereus (A. Berger) Britton & Rose (12 spp.)
      3. Carnegiea Britton & Rose (1 sp.)
      4. Marginatocereus (Backeb.) Backeb. (1 sp.)
      5. Bergerocactus Britton & Rose (1 sp.)
      6. Cephalocereus Pfeiff. (13 spp.)

## Uzgoj
Mješavina zemlje za kaktuse
Do danas je napisano mnogo teorija o najpovoljnijoj mješavini zemlje za kaktuse. Smatra se da je najbolja ona koja se temelji na sagnjilom lišću s dodatkom pijeska i gline, tj. 1 dio ilovače, 1 dio pijeska, 1 dio lisnjače.
Dodavanje umjetnih gnojiva
Neka od umjetnih gnojiva dodaju se s vremena na vrijeme u vodu za zalijevanje. Važno je da se ne pretjera u koncentraciji gnojiva, pogotovo kod tek presađenih biljaka. Prekomjerno zalijevanje može dovesti do smanjenog rasta korijena. Mješavina zemlje sadrži dosta hranjiva za razdoblje od 3-5 godina ovisno o iskorištavanju biljke tijekom njenog rasta.
Posude za sadnju kaktusa
Najčešće se upotrebljavaju glineni lonci i za početnike imaju prednost, jer se zemlja u njima umjereno suši i tako postoji mala mogućnost propadanja biljke od prevelike vlage. U plastičnim loncima zemlja gubi vlagu samo na površini, tako da mnogo uzgajivača koristi ovu vrstu lonaca. Oni su lagani, a na njima se ne stvaraju alge zbog glatke površine.
Zalijevanje kaktusa
Jedno od najčešćih pitanja odnosi se na način zalijevanja biljaka. Većina kaktusa preko zime živi u stadiju mirovanja, ako ih malo ili uopće ne zalijevamo. Isto tako i biljke u prostorijama s centralnim grijanjem traže vlagu, jer u protivnom dolazi do smežuranja stabljika i lišća. Uz nekoliko iznimaka većina će kaktusa preživjeti zimu ako im omogućimo temperaturu od 4-5°C. Mišljenje da su kaktusi biljke kojima nije potrebna voda, nije točno. Za zalijevanje je najbolja kišnica, ali su ljudi rijetko kad u mogućnosti sakupiti dovoljne količine.
Savjeti za zalijevanje: biljke u glinenim loncima jednom u 
- proljeće i jesen: 7 – 10 dana,
- ljeto: 4-5 dana.

Ovi podaci vrijede u slučaju kada je temperatura od 21°-27°C u proljeće i jesen, a preko 35°C ljeti.
Svi kaktusi, uključujući i sukulente nisu podjednako željni vode. Da bi se poboljšao vodeni režim, mješavini zemlje treba dodati pijesak (on ima zadatak vršenja drenaže).
Štetnici i bolesti
Sve biljne vrste napadaju određeni štetnici i biljne bolesti, pa tako i kaktuse.
Glavni štetnici su crvci (napadaju podzemni i nadzemni dio biljke), štitaste uši (u obliku malih priljepaka na biljci), crveni pauk (sićušni crveni kukac koji napada cijelu biljku).
Što se tiče bolesti može se reći da im kaktusi i sukulentne biljke nisu naročito podložni, osim u ranim stadijima razvoja.
Postoje razna sredstva za zaštitu od nametnika i od bolesti. Budući da se svakodnevno sastav zaštitnih sredstva usavršava i stalno u prodaju dolaze pod novim imenima, najbolje je tražiti savjet mjerodavnih stručnjaka.

### Kalendar radova
Siječanj
Nema nekih većih aktivnosti među biljkama u stakleniku osim što cvatu neki epifitni kaktusi. Ako biljke nose mnogo cvjetova, mora ih se zalijevati najmanje jednom tjedno, no to ovisi o temperaturi. Njima zimi odgovara temperatura od minimalno 10°C, ali cvatu i pri nižim temperaturama. Conophytum i Lithops se tijekom siječnja ne zalijevaju.
Veljača
U prvoj polovici ovog mjeseca nema novosti, osim što će uz pojavu prvih sunčevih zraka neki kaktusi kao Rebutia i Mammillaria pokazati cvjetne pupove. Mnogi kaktusi se sada presađuju u veće posude tako da se pazi na grumen zemlje oko korijena, da ne bi došlo do oštećenja. U ovo doba se može očekivati i pojava nametnika-crvaca koje se uništi nekim od insekticida.
Ožujak
Mnoge biljke vidno rastu, a pogotovo lisnati sukulenti, kojima je sada potrebno i više vode. Uz povoljnu toplinu i dosta sunca, veliki će broj okruglih kaktusa i neki epifitni pokazati cvjetne pupove. Veći epifitni kaktusi s velikim cvjetovima trebat će više vode i gnojiva.
Travanj
Svim kaktusima, osim nekim sukulentima, kao Conophytum već sada im se može dati dosta vode i to u ranim jutarnjim satima ako se očekuje vruć i sunčan dan. Za nekoliko dana i Opuntia će pokazati znakove života. Mnoge cvatuće biljke pokazat će znatan napredak u rastu.
Svibanj i Lipanj
U ovim mjesecima osjeća se sve jači rast i cvatnja, a povišenjem temperatura i veća potražnja za vodom. Pomnim promatranjem kaktusa može se ustanoviti koliko im je vode potrebno.
Srpanj, kolovoz i rujan
Rast svih biljaka je u toku. Conophytum i Lithops sada se može zaljevati kao i ostale biljke. Za koji dan i na njima će se pojaviti cvjetni pupovi. Sukulentne biljke kao Echeveria i Kalanchoe (Crassulaceae), razvit će mlade listove i, ako nemaju dovoljno vode, lišće će dobiti prekrasnu crvenu boju što daje posebnu ljepotu tim biljkama. Tijekom ljeta veliku opasnost predstavlja crveni pauk koji na očigled uništava biljke pa ih treba pomno promatrati. Prvi hladniji dani rujna upozoravaju na postepeno smanjenje zalijevanja.
Listopad
Zalijevanje okruglih kaktusa se obustavlja, ali ne i onih koji upravo cvatu. Prve cvjetne pupove počinje pokazivati i božićni kaktus (Zygocactus truncatus).
Studeni i prosinac
Cvjetni se pupovi javljaju na većini kaktusa i prenosi ih se na toplo mjesto.

## Razmnožavanje i cijepljenje kaktusa
Mnogi iz skupine pravih kaktusa, kao i neki sukulenti, su granati, tako da nema poteškoća pri rezanju izbojaka. Kod pravih kaktusa je dobro pričekati 10 – 14 dana dok se stvori kalus i tek tada se vade. Ako je površina reza mala već se za nekoliko dana može usaditi u zemlju. Ako je rez velik, kao kod euforbija i cerusa, bolje je rez ostaviti 3-4 tjedna da kalusira. Za to vrijeme biljka mora biti na toplom i suhom mjestu i zasjenjena od utjecaja sunca. Isto tako taj postupak se koristi u slučaju ako biljka trune tijekom zime, pa se reže na zdravom dijelu van truleži. Ima i drugih načina vegetativnog razmnožavanja. Neki sukulenti, posebno oni lisnati, razmnožavaju se listom i to tako da ga se sadi u pijesak ili odgovarajuću mješavinu zemlje i nježno svakog dana prska vodom. Iz toga lista će prvo potjerati korjenčić, a zatim i mladica. Ova metoda primjenjuje se kod vrsta rodova Echeveria, Graptopetalum, Kalanchoe, Sedum, Bryophyllum i drugih. Neke vrste Gasteria i Haworthia razmnožavaju se i iz pojedinih dijelova rezanog lista, i to tako da se pričeka koji dan, a onda takav dio lista se zasadi i orosi. Sansevierie se uspješno razmnožavaju na taj način. Kao što je spomenuto kao supstrat u koji se sade reznice koristi se pijesak. Osim pijeska koristi se mješavina lisnjače i pijeska, s time što je pijesak jače zastupljen. Mnogi kaktusi i neki sukulenti takvih su oblika, da bi se teško razmnožavali vegetativno. U tim slučajevima postoji mogućost skidanja vršnog dijela kaktusa, sušenja neko vrijeme i sadnja kao u već navedenim primjerima. Na staroj biljci će istjerati novo staničje.
Cijepljenje se vrši tako što se cijep uzima od spororastućih sorti i stavlja ga se na brzorastuće deblo kao bismo ubrzali rast. Biljke se mogu cijepiti u svakoj dobi starosti, ali će uspjeh biti veći, ako to radimo na mladoj biljci. Uzimaju se biljke stare 1-2 godine, a može i mlađe. Za cijepljenje je glavni alat britva ili oštar nož. Za podlogu cijepljenja preporučaju se sljedeće vrste: Trichocereus, Opuntia, Cereus, Pereskia, Myrtillocactus geometrizans, Hylocereus i Pereskiopsis. Kad se cijepe drugi sukulenti, bitno je da se uzimaju biljke iz iste porodice. Kod cijepljene biljke podloga zadržava vlagu, a mladica - novi vrh biljke - mora biti u sjeni i na toplom 10 – 14 dana. Pri kraju ovog razdoblja skine se učvrščivač, mladica je već priraštena na podlogu i biljka se počinje normalno održavati.